# Flat daddy

Un flat daddy ou une flat mommy (flat daddies ou mommies au pluriel), également appelé flat soldier — de l'anglais signifiant littéralement « papa », « maman » ou « soldat plat » — est la photographie en buste ou en pied d'un soldat de l'armée américaine parti en mission en Irak ou en Afghanistan, que l'on reproduit à taille réelle sur un support rigide et que l'on découpe selon les contours du soldat, afin de l'offrir à ses enfants restés au pays.
Le but est de pallier la longue absence d'un père ou d'une mère, de garder un contact physique en le faisant participer, malgré la séparation, aux différentes activités de la famille, pour ne pas oublier sa physionomie. Un travail plus important reste cependant nécessaire pour apporter une solution au problème de l'absence.
L'origine de ce nom vient du fait que la reproduction est en deux dimensions, et du personnage de Flat Stanley (en), issu de la littérature pour enfants,.

## Histoire
C'est Cindy Sorenson, de Bismarck, dans le Dakota du Nord, qui est à l'origine de ce concept. L'idée lui est venue en 2003 en entendant parler d'enfants de soldats qui avaient réalisé des modèles miniatures d'eux-mêmes pour les envoyer à leurs parents au combat, s'inspirant en cela de Flat Stanley, ce personnage qui, après avoir été malencontreusement aplati, se glisse dans des enveloppes et utilise le système postal pour voyager. Sorenson a donc appliqué l'idée en taille réelle à son ancien mari, le capitaine Dave Bruschwein, pour aider leur fille Sarah à se souvenir de lui lorsqu'il était stationné en Irak avec la Garde nationale du Dakota du Nord.
Sorenson a ensuite fait part de son idée à Elaine Gray Dumler, une consultante en motivation du Colorado, qui en a parlé dans l'un de ses ouvrages sur la manière de gérer l'absence de proches envoyés au combat.
L'idée a alors été reprise par la Garde nationale de l'État du Maine, plus précisément par son programme d'aide aux familles, dirigé par le sergent Barbara Claudel. L'opération a été lancée à l'époque de Noël 2005, peu avant le déploiement de la compagnie B du 3e bataillon d'infanterie de montagne, basée à Brewer ; en septembre 2006, environ 200 exemplaires avaient été ainsi distribués.
Il y a également des initiatives privées, pour les familles d'autres unités que la Garde nationale du Maine, notamment une société de Toledo dans l'Ohio, en partenariat avec une société de Sarasota en Floride et la Croix-Rouge américaine, qui prend des commandes par le biais d'un site web ; la distribution était d'abord gratuite mais une participation financière est maintenant demandée, par manque de sponsors et de donations sur lesquels reposait jusqu'alors le dispositif. Dumler estime que 6 000 modèles ont ainsi été fabriqués à travers le pays.
Le 16 octobre 2006, Dumler a fait une demande auprès de l'USPTO pour que « Flat Daddy » soit une marque déposée, ce qui fut obtenu le 26 mai 2008. Selon le dossier d'enregistrement, l'expression a été utilisée pour la première fois en septembre 2003. Dumler affirme que son but est d'éviter que quelqu'un n'exploite le concept de manière lucrative.
L'objet a bénéficié d'une couverture télévisée,, radio et dans la presse écrite, avec les témoignages de nombreuses familles, et des interviews de Barbara Claudel et de Dumler, laquelle affirme répondre à au moins trois interviews par mois sur le sujet. Il est aussi notamment mentionné par un capitaine du 3e régiment de cavalerie blindée en Irak, dans ses mémoires intitulés So This Is War.

## Réactions et interprétations
Certains pédopsychiatres relèvent que le flat daddy est peut-être moins utile aux enfants qu'aux compagnes restées au pays, notamment pour des raisons sociales, et soulignent le déni de la séparation qu'il représente. Plusieurs dérives possibles sont également relevées : le père étant souvent représenté en uniforme, son image pourrait en devenir faussée ; il y a aussi le risque que l'enfant rejette le père une fois qu'il est rentré, préférant la photo ; enfin le problème de l'usure de l'objet est soulevé, avec la possibilité que l'enfant l'interprète comme des blessures réelles de son père.
Le 14 octobre 2006, l'animateur de radio québécois Joël Le Bigot évoque l'objet dans son émission Samedi et rien d'autre sur la Première Chaîne de Radio-Canada, d'une façon qui lui a ensuite été reprochée, avec d'autres propos, comme « haineuse » et « raciste » à l'égard du peuple américain, par un auditeur qui a écrit à l'ombudsman pour exiger des excuses,.
Selon Camille de Toledo et Dominique Quessada, ce concept interroge à différents niveaux. Il serait ainsi représentatif d'une société occidentale moderne qui voit disparaître la figure paternelle, avec son autorité et sa fonction d'opposition à la fusion maternelle, tandis que les familles monoparentales se généralisent et que la communication permanente rendrait la société maternante. En effet, la place laissée vide par le père est comblée par la figure du soldat (symbole de l'autorité), mais avec une image dégradée voire castrée : un objet plat (qui perd donc sa dimension phallique), transportable par l'enfant, et que la mère fait parler, à l'instar d'un jouet ou d'un animal de compagnie ; ce serait finalement un objet transitionnel vers la mort du père.
Par ailleurs, cet objet permettrait une dissociation rassurante entre le soldat, dont les actes sont violents, et le bon père de famille, qui apporte la tendresse. Il mettrait aussi en évidence à quel point la mort, et a fortiori l'absence provisoire, est devenue insupportable et expulsée des sociétés occidentales modernes, à l'heure des technologies de l'information et de la communication immédiate. Le flat daddy, qui devient un objet de vie malgré son caractère mortifère (de par son aspect statique), symboliserait alors une dictature du besoin de voir sur la construction intérieure.